# 군나르 헬스트룀

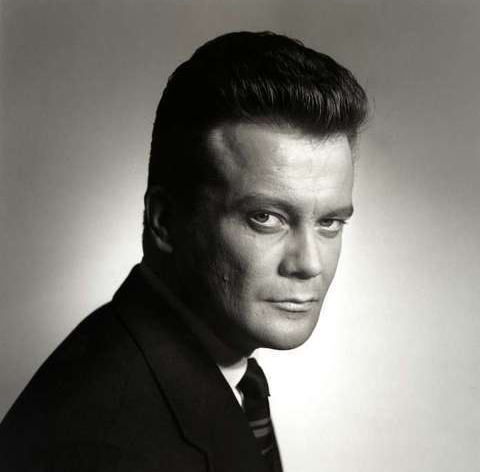

군나르 헬스트룀(스웨덴어: Gunnar Hellström, 1928년 12월 6일 ~ 2001년 11월 28일)은 스웨덴의 배우, 영화 감독이다.
뉘네스함에서 사망하였다.

## 영화
- 사랑의 심판 (1980년)
- 달라스 (1978년)
- 제5전선 (1966년)
- 서부를 향해 달려라 (1965년)
- 전투 (1962년)
- 페이튼 플레이스 2 (1961년)
- 딜론 보안관 (1955년)